# Shane Broad
Shane Thomas Broad (Burnie, 21 de agosto de 1974) es un político y deportista australiano que compitió en remo. Ganó dos medallas en el Campeonato Mundial de Remo, en los años 2000 y 2003.
Realizó estudios superiores en la Universidad de Tasmania, en donde se doctoró en Ciencias agrarias. En 2017 fue elegido miembro del Parlamento de Tasmania por el Partido Laborista.

## Palmarés internacional
| Campeonato Mundial | Campeonato Mundial | Campeonato Mundial | Campeonato Mundial      |
| Año                | Lugar              | Medalla            | Prueba                  |
| ------------------ | ------------------ | ------------------ | ----------------------- |
| 2000               | Zagreb (Croacia)   | Medalla de bronce  | Ocho con timonel ligero |
| 2003               | Milán (Italia)     | Medalla de plata   | Cuatro scull ligero     |